# Project Firestart
Project Firestart est un jeu vidéo d’action-aventure de type survival horror développé par Dynamix et publié par Electronic Arts en 1989 sur Commodore 64. Le jeu se déroule dans un univers futuriste, en 2061, sur un vaisseau de recherche génétique en orbite autour de Titan. Le joueur incarne l’agent Jon Hawking dont la mission est de reprendre contact avec les membres de l’équipe chargé du projet Firestart, avec lesquels la Terre a perdu tout contact. Project Firestart est un jeu vidéo à défilement horizontal en trois dimensions. Le joueur peut déplacer son personnage vers la droite ou la gauche et tirer sur ses ennemis avec un pistolet laser.

## Accueil
| Project Firestart |      |       |
| Média             | Nat. | Notes |
| The Games Machine | GB   | 87 %  |
| Zzap!64           | GB   | 91 %  |